# Bushwick Avenue-Aberdeen Street
Bushwick Avenue-Aberdeen Street is een station van de metro van New York aan de Canarsie Line, in het stadsdeel Brooklyn. Het werd geopend op 14 juli 1928.